# Saphir (fusée)
VE 231 Saphir
Pour les articles homonymes, voir Saphir (homonymie).
Le Véhicule Expérimental (VE) 210 Saphir, désigné plus simplement par Saphir (initialement Cephée) est une fusée expérimentale française, développée par la Société d'étude et de réalisation d'engins balistiques (SEREB) pour le programmes des « Études balistiques de base » (EBB), dit des « Pierres Précieuses ». Sa mission consistait à tester le premier étage Émeraude et le second étage Topaze, pour la fusée Diamant et les missiles Sol-Sol Balistique Stratégique (SSBS). Son nom de code signifie : Véhicule Expérimental à 2 étages, Propulsion liquide (Étage Emeraude, code 2) et solide (Étage Topaze, code 1), (code 3), non-contrôlé (code 0).

## Histoire
En 1961, la France, précisément, le SEREB, entame le début du projet « Études balistiques de base » (EBB), dit des « Pierres précieuses », consistant à mettre au point le missile S2 et le lanceur Diamant. Le développement industriel est confié aux deux sociétés Nord-Aviation et Sud-Aviation. Entre 1961 et 1965, la France possède toutes les connaissances nécessaires pour la réalisation d’un missile à longue portée ainsi que d’un lanceur de satellite. Plusieurs fusées expérimentales sont conçues, permettant de mettre au point séparément un ou plusieurs équipements. La fusée Saphir est alors conçue, consistant à effectuer les tests finaux du premier étage Émeraude et Topaze.

## Caractéristique technique
Plusieurs versions du lanceur ont été conçues : 
- La VE231 P (comme Pilotage), servant de vérification du fonctionnement sur l’ensemble de la fusée avant son utilisation en version G et R.
- Le VE231 G (comme Guidage), servant d’étude de fonctionnement du système de guidage de la fusée pour le missile SSBS.
- Le VE231 R (comme Rentrée), servant d’étude de la rentrée atmosphérique, à des vitesses attendues pour le missile SSBS.

### Version Pilotage
La fusée possède une masse totale de 18 tonnes, d’une dimension de 1,4 mètre pour 17,8 mètres de diamètre. Elle possède le premier étage Émeraude, équipé d’un moteur-fusée Vexin. Le second étage Topaze possède 4 moteurs-fusées, générant une poussée de 150 kN, pendant 43,5 secondes. Une case à équipements est posée sur l’étage Topaze, comprenant les équipements de pilotage, de capteur de mesure de vol, et d’un système d’autodestruction, si la fusée devait mal fonctionner.

### Version Guidage
La version Guidage possède les mêmes dimensions et masse que la version Pilotage. Le second étage est quant à lui, différent. La case à équipements possède divers éléments comme une centrale de guidage, et un calculateur de guidage. Le corps de rentrée a un répondeur radar et un répondeur SECOR. La masse totale du corps de rentrée est de 345 kg.

### Version Rentrée
La version rentrée est identique aux autres version G et P. Elle possède comme différence la forme de la case à équipements non récupérable.

## Historique de lancement
| Succès | Succès | Succès | Vol n° | Version | Date de lancement (UTC) | Base de lancement          | Charge(s) utile(s) | Notes |
| ------ | ------ | ------ | ------ | ------- | ----------------------- | -------------------------- | ------------------ | --- |
|        | ✓      |        | 1      | P       | 5 juillet 1965          | Hammaguir                  | Case à équipement  | |
|        | ~      |        | 2      | P       | 10 juillet 1965         | Hammaguir                  | Case à équipement  | Échec partiel : Les tuyères du 2ème étage sont restées à zéro après séparation et allumage, l'ordre de déverrouillage du maintien à zéro ne s'étant pas exécuté. |
|        | ✓      |        | 3      | P       | 9 octobre 1965          | Hammaguir                  | Case à équipement  | |
|        | ✓      |        | 3      | G       | 13 mars 1966            | Hammaguir Base de Brigitte | Case à équipement  | |
|        | ✓      |        | 3      | G       | 18 mars 1966            | Hammaguir Base de Brigitte | Case à équipement  | |
|        | ✓      |        | 3      | G       | 28 octobre 1966         | Hammaguir Base de Brigitte | Case à équipement  | |
|        | ✓      |        | 3      | G       | 2 novembre 1966         | Hammaguir Base de Brigitte | Case à équipement  | |
|        | ✓      |        | 3      | G       | 19 janvier 1967         | Hammaguir Base de Brigitte | Case à équipement  | |
|        | ✓      |        | 3      | G       | 27 janvier 1967         | Hammaguir Base de Brigitte | Case à équipement  | |
|        | ✓      |        | 3      | R       | 19 mars 1966            | Hammaguir                  | Case à équipement  | |
|        | ✓      |        | 3      | R       | 5 avril 1966            | Hammaguir                  | Case à équipement  | |
|        | ✓      |        | 3      | R       | 23 juin 1966            | Hammaguir                  | Case à équipement  | |
|        | ✓      |        | 3      | R       | 5 octobre 1966          | Hammaguir                  | Case à équipement  | |
|        | ✕      |        | 8      | R       | 2 décembre 1966         | Hammaguir                  | Case à équipement  | Échec : Séparation prématurée des 1er et 2e étages due à un déclenchement intempestif d'un accéléromètre                                                         |
|        | ✓      |        | 3      | R       | 13 décembre 1966        | Hammaguir                  | Case à équipement  | |